# Province du Maine
Ne doit pas être confondu avec Maine (province).
La province du Maine fait référence à l'une des diverses colonies anglaises établies au XVIIe siècle le long de la côte nord-est de l'Amérique du Nord, dans des parties des États américains actuels du Maine, du New Hampshire et du Vermont, et des provinces canadiennes du Québec et Nouveau-Brunswick. 

## Le brevet de 1622
Après l'éphémère colonie de Popham, le premier brevet établissant la province du Maine a été accordé le 10 août 1622 à Ferdinando Gorges et John Mason par le Conseil de la Colonie de Plymouth, qui lui-même avait obtenu un brevet royal de Jacques Ier sur la côte de l'Amérique du Nord entre le 40e et le 48e parallèle. Ce premier brevet englobait la côte entre les rivières Merrimack et Kennebec et une parcelle de terrain irrégulière entre les eaux d'amont des deux rivières. En 1629, Gorges et Mason sont convenus de diviser le territoire de part et d'autre de la rivière Piscataqua, Mason conservant les terres au sud, future province du New Hampshire.
Gorges a nommé son territoire le plus au nord, le New Somersetshire. Le manque de financement et l’absence de charte royale ont freiné le développement, et seules quelques petites colonies ont été établies.

## Le brevet 1639
En 1639, Gorges a obtenu le renouvellement du brevet pour la zone entre les rivières Piscataqua et Kennebec sous la forme d'une charte royale de Charles Ier. La zone était à peu près la même que celle couverte par le brevet 1622 après la scission de 1629 avec Mason. Ce nouvel effort de colonisation a également été entravé par le manque d'argent et de colons, mais a continué à survivre même après la mort des Gorges en 1647.

## Absorption par le Massachusetts
À partir des années 1640, la colonie voisine de la baie de Massachusetts a commencé à revendiquer les territoires au nord de la rivière Merrimack. Après un levé effectué au début des années 1650, le Massachusetts a étendu ses revendications territoriales jusqu'à la baie de Casco. En 1658, le Massachusetts avait achevé l'assimilation de tout le territoire de l'ancienne juridiction de Gorges.
En 1664, Charles II accorde une concession au duc d'York pour les territoires au nord et à l'est de la rivière Kennebec. Aux termes de ce brevet, le territoire a été incorporé comme comté de Cornwall dans la province de New York, propriété du duc. Le territoire stipulé dans cette charte englobait les zones entre les rivières Kennebec et Sainte-Croix. Cette région, qui était auparavant appelée le territoire de Sagadahock, forme la partie orientale de l'État actuel du Maine. Charles avait l'intention d'inclure l'ancien territoire des Gorges dans cette concession, mais les héritiers des Gorges ont plutôt choisi de vendre leurs revendications restantes au Massachusetts.
En 1691, Guillaume III et Marie II émirent une charte pour la nouvelle province de la baie du Massachusetts qui englobait (en plus d'autres territoires) les anciennes revendications de la colonie de la baie du Massachusetts et celles du duc d'York. La région est restée une partie du Massachusetts, le district du Maine, jusqu'à ce qu'elle atteigne son statut d'État en 1820.

## Source
- (en) Cet article est partiellement ou en totalité issu de l’article de Wikipédia en anglais intitulé « Province of Maine » (voir la liste des auteurs).